# Bavans
Bavans este o comună franceză, situată în departamentul Doubs, regiunea culturală și istorică Franche-Comté în regiunea Bourgogne-Franche-Comté.

## Geografie
Bavans este un mic oraș situat în estul Franței, pe râul Doubs. Se află la aproximativ 9 kilometri de Montbéliard, 30 de kilometri de Belfort și 70 de kilometri de Besançon.

### Comune limitrofe
|                             | Sainte-Marie Présentevillers |                     |
| Lougres                     |                              | Bart                |
| Colombier-Fontaine Étouvans | Dampierre-sur-le-Doubs       | Berche Voujeaucourt |

### Climă
În 2010, climatul comunei era de tip montan, conform unui studiu al Centrului Național de Cercetare Științifică (CNRS), bazat pe o serie de date ce acoperă perioada 1971-2000. În 2020, Météo-France a publicat o tipologie a climei din Franța metropolitană, conform căreia comuna este expusă unui climat montan sau de margine montană și se află în regiunea climatică Jura. Aceasta este caracterizată printr-o pluviozitate ridicată în toate anotimpurile (1 000 până la 1 500 mm/an), ierni aspre și o însorire redusă.
Pentru perioada 1971-2000, temperatura anuală medie este de 10,1 °C, cu o amplitudine termică anuală de 17,5 °C. Cumulul anual mediu de precipitații este de 1273 mm, cu 13,4 zile de precipitații în ianuarie și 10,2 zile în iulie. Pentru perioada 1991-2020, temperatura medie anuală observată la stația meteorologică Météo-France cea mai apropiată, situată în comuna Médière la 10 km distanță, este de 11,5 °C, iar cumulul anual mediu de precipitații este de 1105,2 mm.
Parametrii climatici ai comunei au fost estimați pentru mijlocul secolului (2041-2070) conform diferitelor scenarii de emisie de gaze cu efect de seră, bazate pe noile proiecții climatice de referință DRIAS-2020. Aceștia pot fi consultați pe un site dedicat publicat de Météo-France în noiembrie 2022.

## Urbanism

### Tipologie
La 1 ianuarie 2024, Bavans este clasificată drept zonă periurbană, conform noii grile comunale de densitate în 7 niveluri, definită de INSEE (Institutul Național de Statistică și Studii Economice) în 2022. Ea face parte din unitatea urbană Montbéliard, o aglomerație care se întinde pe mai multe departamente, unde este una dintre comunele suburbane. De asemenea, comuna aparține zonei metropolitane Montbéliard, fiind una dintre localitățile din inelul său periferic. Această zonă, care cuprinde 137 de comune, este clasificată în categoria zonelor cuprinse între 50.000 și 200.000 de locuitori.

### Utilizarea terenurilor
Ocupația terenurilor din comuna Bavans, conform bazei de date europene privind ocupația biofizică a solurilor Corine Land Cover (CLC), este marcată de predominanța pădurilor și a mediilor seminaturale (43,7 % în 2018), în creștere față de 1990 (42,8 %). Repartiția detaliată în 2018 este următoarea: păduri (43,7 %), zone agricole eterogene (25,6 %), zone urbanizate (20,8 %), ape continentale (3,6 %), pajiști (3,5 %), zone industriale sau comerciale și rețele de comunicații (2,8 %). Evoluția ocupării terenurilor în comună și a infrastructurilor sale poate fi observată pe diferitele reprezentări cartografice ale teritoriului: harta Cassini (secolul XVIII), harta de stat-major (1820-1866) și hărțile sau fotografiile aeriene ale IGN pentru perioada actuală (1950 până în prezent).

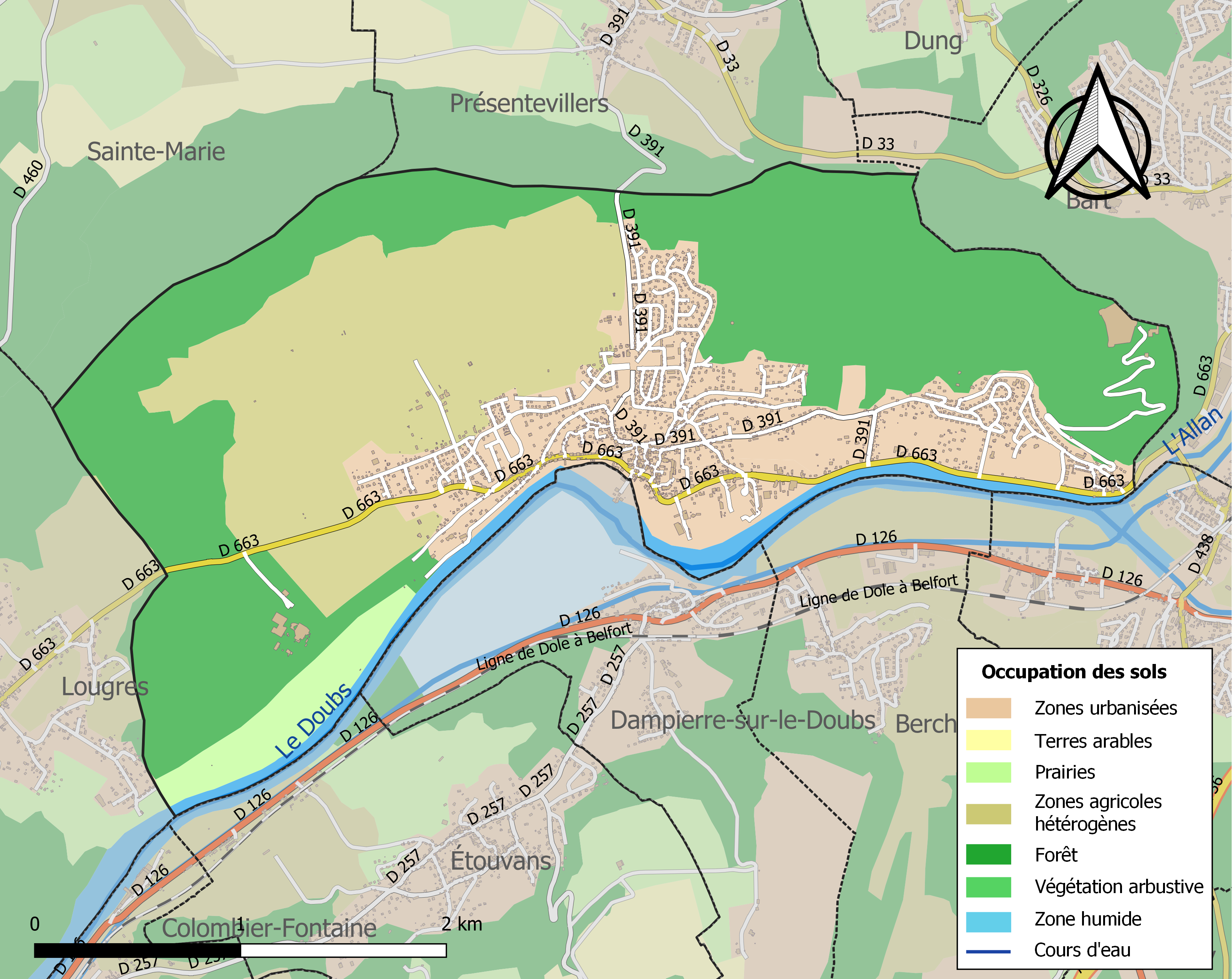
Harta infrastructurii și utilizării terenului a comunei în 2018 (CLC).

## Toponimie
Bavans este atestat încă din anul 1139, apoi în 1293, 1336 și 1424, sub diverse forme: Bavens în 1147; Bauvens în 1150 și 1162; Bevens în 1303; Bevans în 1375; Bewant în 1446; Bavan în 1480; Banvans în 1559.

## Istorie
La aproximativ 2 km de centrul satului se află un adăpost sub stâncă datând din neolitic, unde la începutul anilor 1980 a fost descoperită o vârf de săgeată. De asemenea, pe teritoriul localității au fost descoperite două necropole cu inventar funerar datând din perioada burgunzilor.
Satul este menționat în anii 1139 și 1140, în legătură cu o donație semnată de Thierry, conte de Montbéliard, în favoarea abației Lieu-Croissant (Mancenans).
Casa de Bavans este cunoscută încă din secolul al XII-lea. Conon de Bavans, primul membru al acestei familii menționat în hrisoave, trăia în anul 1161. Un secol mai târziu este menționat cavalerul Otton, care, pe lângă feuda castelului din Bavans, deținea și un al doilea fief la Soie și la Saint-Jean d'Adam. De asemenea, poseda jumătate din primăria localității Baume-les-Dames, pe care a vândut-o în martie 1256 contelui palatin al Burgundiei, Hugues de Chalon. Descendența sa s-a perpetuat până la sfârșitul secolului al XV-lea. Ultimul descendent de sex masculin, Horry de Bavans, scutier, castelan de Mandeure pentru arhiepiscopul de Besançon, apoi primar al Montbéliard, a murit în jurul anului 1481. Acesta se căsătorise cu Girarde, fiica lui Moraux de Falletans, din Salins. Stema sa era: albastru, cu doi barbuni de argint, întorși spate în spate.
Începând cu anul 1540, Reforma este introdusă, iar iobagii (mainmortables) sunt eliberați pe parcursul secolului al XVI-lea.
Satul a suferit din cauza războaielor din perioada modernă, precum și în urma trecerii trupelor ducelui de Guise în anii 1587 și 1588. În timpul Războiului de Treizeci de Ani, populația a fost decimată de foamete și ciumă. Coloniști protestanți elvețieni au contribuit la refacerea satului.
Bavans a fost anexat Franței în 1793, alături de întregul comitat Montbéliard.
Comuna nu a fost afectată de industrializare, însă locuitorii au dezvoltat alte activități.
În 1943, Lucien Jeannet (dresor și locuitor al satului Bavans din copilărie) a fondat împreună cu prietenii săi Alexis Gruss senior și André Gruss Cirque Gruss-Jeannet. Circul lor a devenit unul dintre cele mai importante din Europa și a purtat mai multe denumiri de-a lungul timpului, printre care: Gruss-Jeannet (1943–1949), Radio Circus (1949–1955), Cirque-Zoo Jean Richard (1957–1958), Le Grand Cirque de France (1959–1966, cu spectaculosul spectacol BEN-HUR Vivant), Circorama Achille Zavatta (1967). Lucien Jeannet a murit în 1977 și este înmormântat în cimitirul din Bavans.

## Populația și societatea

### Date demografice
Evoluția numărului de locuitori este cunoscută prin recensămintele populației efectuate în comuna respectivă începând din 1793. Pentru comunele cu mai puțin de 10 000 de locuitori, un recensământ al întregii populații este realizat la fiecare cinci ani, populațiile legale pentru anii intermediari fiind estimate prin interpolare sau extrapolare. Pentru comuna respectivă, primul recensământ exhaustiv în cadrul noului dispozitiv a fost realizat în 2004.
În 2022, comuna număra 3 566 locuitori, în scădere cu -2,59 % față de 2016 (Doubs: +3,73 %, Franța fără Mayotte: +2,11 %).
| An        | 1793 | 1821 | 1841 | 1856 | 1876  | 1886  | 1901 | 1921 | 1936  | 1962  | 1982  | 2006  | 2014  | 2022  |
| --------- | ---- | ---- | ---- | ---- | ----- | ----- | ---- | ---- | ----- | ----- | ----- | ----- | ----- | ----- |
| Populație | 484  | 701  | 761  | 800  | 1 102 | 1 063 | 989  | 977  | 1 029 | 1 914 | 4 148 | 3 620 | 3 701 | 3 566 |

## Cultură locală și patrimoniu

### Locuri și monumente
- Fortul Mont Bart
- Biserica luterană, construită în secolul al XVIII-lea și restaurată în 1920
- Spălătorie
- Fântână
- Capela Sfântul Bruno